# Система оценивания знаний
Систе́ма оце́нивания зна́ний — система оценивания качества освоения образовательных программ учащимся, важнейший элемент образовательного процесса.
В мире существует множество шкал оценивания знаний. В некоторых шкалах принято использовать цифровые обозначения разрядов, причём допускаются дробные оценки, другие шкалы (например, в США) по традиции имеют дело с буквенными обозначениями. Американская шкала также имеет численную интерпретацию, при которой высшим оценкам A и A+ соответствуют 9 и 10 баллов соответственно.

## Международные системы оценивания знаний
Большинство стран имеет национальную систему школьных оценок в своих школах. Также существуют и стандартные международные системы оценивания знаний.

### Международный бакалавриат
В настоящее время программа GPA не существует отдельно от программы Международного бакалавриата. Системы IB Diploma и IB MYP ввели единую шкалу оценок от 1 до 7, где 7 — высшая оценка, 1 — низшая. Оценки всегда являются целыми числами.

## Страны СНГ, Российская империя, СССР и Россия
В истории российского просвещения изначально, как и в Европе, существовала трёхразрядная система оценок. В списке студентов Киевской духовной академии (1737 г.) высший разряд обозначает хорошие выдающиеся успехи: «учения изрядного, надёжного, доброго, честного, хорошего, похвального». Средний разряд обозначает успехи «учения посредственного, мерного, нехудого». Низший разряд характеризует успехи ниже среднего: «учения слабого, подлого, прехудого, безнадёжного, ленивого».
Постепенно словесная оценка становилась однообразней и короче, она чаще заменялась цифровой, причём направление шкалы установилось противоположным германскому.
Традиция обозначать цифрами прилежание и успехи учеников утвердилась в Российской империи ещё в начале XIX века. Тогда в гимназиях употреблялись цифры от 0 до 5. Нуль показывал, что ученик совсем не исполнил своих обязанностей; если он получал два «нуля» подряд, то он подвергался телесному наказанию (до 1864 г.) «Единицу» и «двойку» ставили тогда, когда ученик неудовлетворительно приготовил урок; «тройку» ставили за посредственное прилежание; «четыре» — когда ученик хорошо исполнил свои обязанности; «пять» он получал только за отличное знание урока. Учитель был обязан ставить баллы в классе, характеризуя только знание заданного на дом урока, и не имел права учитывать внимание или рассеянность учеников во время занятия, а также временное или постоянное прилежание ученика, его возраст и способности.
В разное время в России применялись 3-, 5-, 8-, 10-, 12-балльные системы оценки знаний. Из них прижилась 5-балльная, которая и была в 1837 году официально установлена Министерством народного просвещения: «1» — слабые успехи; «2» — посредственные; «3» — достаточные; «4» — хорошие; «5» — отличные. В течение XX века оценка «1» постепенно вышла из употребления, в результате 5-балльная система трансформировалась в современную 4-балльную. В последние годы по России в некоторых учебных заведениях возвращается 5-балльная система («1» — балл за невыполненную работу). Эта традиционная для советского образования система сейчас повсеместно применяется в России и многих странах постсоветского пространства, хотя в последние годы заметен отход от неё:
- Беларусь перешла на 10-балльную шкалу;
- Украина — на 12-балльную и буквенную систему;
- Прибалтика предпочла западную систему (в Эстонии до сих пор используется пятибалльная шкала, «1» — оценка за невыполненную работу) и т. д.;
- Молдавия, Грузия и Армения также перешли на 10-балльную систему.

### Казахстан
В школах используются 5-балльная (оценивание за четверть, оценка «1» не используется), 10-балльная (формативное оценивание за работу на уроке) и зачетная системы оценивания (четвертное или полугодовое оценивание факультативов и кружков). Срезы проводятся по итогам каждого раздела и каждой четверти, которые называются СОР-ы (Суммативное оценивание за раздел) и СОЧ-и (Суммативное оценивание за четверть). Количество СОР-ов в одной четверти или в одном полугодии (в случае, если количество часов предмета в неделю не превышает одного) составляет от одного до четырёх. СОЧ проводится один раз за четверть или полугодие, обычно в конце данного периода. Четвертная оценка выводится по специальной формуле, которая учитывает в себе формативные оценки, то есть оценки, полученные учеником в течение четверти за ответы на уроках, и оценки за СОР-ы и СОЧ-и.
| Система формативного оценивания | Система формативного оценивания | Шкала перевода баллов в оценки для 1-х классов    | Шкала перевода баллов в оценки для 1-х классов    | Шкала перевода баллов в оценки для 1-х классов    |
| Оценка по десятибалльной шкале  | Оценка по традиционной системе  | Процентное содержание баллов                      | Показатель оценивания                             | Оценка по традиционной системе                    |
| ------------------------------- | ------------------------------- | ------------------------------------------------- | ------------------------------------------------- | ------------------------------------------------- |
| 1                               | 2-                              | 0-49                                              | Неудовлетворительно                               | 2                                                 |
| 2                               | 2                               | 50-70                                             | Удовлетворительно                                 | 3                                                 |
| 3                               | 2+                              | 71-80                                             | Хорошо                                            | 4                                                 |
| 4                               | 3-                              | 81-100                                            | Отлично                                           | 5                                                 |
| 5                               | 3                               | Шкала перевода баллов в оценки для 2-12-х классов | Шкала перевода баллов в оценки для 2-12-х классов | Шкала перевода баллов в оценки для 2-12-х классов |
| 6                               | 3+                              | 0-20                                              | Неудовлетворительно                               | 2                                                 |
| 7                               | 4-                              | 21-40                                             | Удовлетворительно                                 | 3                                                 |
| 8                               | 4                               | 41-60                                             | Хорошо                                            | 4                                                 |
| 9                               | 5-                              | 61-80                                             | Отлично                                           | 5                                                 |
| 10                              | 5                               | 81-100                                            | Превосходно                                       | 6                                                 |

В колледжах Казахстана используется пятибалльная шкала оценок. В вузах — 100-балльная, наряду с буквенной, где оценки ниже 50 процентов (ниже D) являются непроходными.
| Оценка по буквенной системе | Баллы GPA         | Процентное содержание баллов | Оценка по традиционной системе |
| (в университетах)           | (в университетах) | (в университетах)            | (в колледжах)                  |
| --------------------------- | ----------------- | ---------------------------- | ------------------------------ |
| A                           | 4,00              | 95-100                       | 5                              |
| A-                          | 3,67              | 90-94                        | 5-                             |
| B+                          | 3,33              | 85-89                        | 4+                             |
| B                           | 3,00              | 80-84                        | 4                              |
| B-                          | 2,67              | 75-79                        | 4-                             |
| C+                          | 2,33              | 70-74                        | 3+                             |
| C                           | 2,00              | 65-69                        | 3                              |
| C-                          | 1,67              | 60-64                        | 3-                             |
| D+                          | 1,33              | 55-59                        | 3+                             |
| D                           | 1,00              | 50-54                        | 3                              |
| E                           | 0,50              | 25-49                        | 2+                             |
| F                           | 0,00              | 0-24                         | 2                              |

### Кыргызстан
Киргизия использует 5-балльную шкалу оценивания:
| Оценка | Описание                                | Примечания                     |
| ------ | --------------------------------------- | ------------------------------ |
| 5      | Эң жакшы (Отлично)                      | Идеально                       |
| 4      | Жакшы (Хорошо)                          | Хорошая оценка                 |
| 3      | Канагаттандырарлык (Удовлетворительно)  | Нормальный результат           |
| 2      | Канагаттандырарлык эмес (Посредственно) | Посредственная оценка          |
| 1      | Эң начар (Неудовлетворительно)          | Неудовлетворительный результат |

### Молдова
В Молдове в начальных классах (1-4) применяется критериальная система оценивания. За каждый продукт ребёнок самостоятельно оценивает себя по каждому критерию тремя цветами: зелёный (выполнил самостоятельно) — соответствует букве «с», жёлтый (был руководим учителем) — соответствует букве «р», красный (с постоянной поддержкой учителя) — соответствует букве «п». Суммативное оценивание выражается заглавными буквами ОХ — очень хорошо, Х — хорошо, У — удовлетворительно. В последующих классах используют 10-балльную шкалу, где 5 — минимальная удовлетворительная оценка:
- 10 (Превосходно)
- 9 (Очень хорошо)
- 8 (Хорошо)
- 6-7 (Средне)
- 5 (Удовлетворительно)
- 1-4 (Неудовлетворительно)

### Россия

#### Система оценки знаний в школе
С 11 января 1944 года в российских школах введена пятибалльная система оценки успеваемости учащихся согласно Постановлению Совета народных комиссаров РСФСР № 18 от 10 января 1944 года и Приказу Народного комиссара просвещения РСФСР № 24 от 10 января 1944 года.
В соответствии с инструкцией Управления начальных и средних школ Наркомпроса РСФСР, утверждённой Народным комиссаром просвещения РСФСР 29 февраля 1944 года, установлены следующие критерии оценивания учащихся:
| Оценка | Описание |
| ------ | --- |
| 5      | Отлично. Оценка «5» ставится в случае, когда учащийся исчерпывающе знает весь программный материал, отлично понимает и прочно усвоил его. На вопросы (в пределах программы) дает правильные, сознательные и уверенные ответы. В различных практических заданиях умеет самостоятельно пользоваться полученными знаниями. В устных ответах и письменных работах пользуется литературно правильным языком и не допускает ошибок. Ученик может допускать очень негрубые ошибки в письменной работе, которые не отражаются на оценке учащегося. |
| 4      | Хорошо. Оценка «4» ставится в случае, когда учащийся знает весь требуемый программой материал, хорошо понимает и прочно усвоил его. На вопросы (в пределах программы) отвечает без затруднений. Умеет применять полученные знания в практических заданиях. В устных ответах пользуется литературным языком и не делает грубых ошибок. В письменных работах допускает незначительные ошибки. |
| 3      | Удовлетворительно. Оценка «3» ставится в случае, когда у учащегося обнаруживается знание основного программного учебного материала. При применении знаний на практике испытывает некоторые затруднения и преодолевает их с небольшой помощью учителя. В устных ответах допускает ошибки при изложении материала и в построении речи. В письменных работах делает ошибки. |
| 2      | Неудовлетворительно. Оценка «2» ставится в случае, когда у ученика обнаруживается незнание большой части программного материала или полное незнание материала. Отвечает ученик, как правило, лишь при помощи наводящих вопросов учителя, неуверенно, а иногда вообще не может ответить даже при помощи учителя или одноклассников. В письменных работах допускает частые и грубые ошибки. |

Согласно Инструкции Управления начальных и средних школ Наркомпроса РСФСР, утверждённой Народным комиссаром просвещения РСФСР 29 февраля 1944 года, при определении четвертных и итоговых (в конце учебного года) оценок не допускается выведение их как средних арифметических. Эти итоговые оценки должны соответствовать уровню знаний учащегося к моменту его аттестации.
Эксперимент оценивания знаний учеников буквенной шкалой «ABCDF» в РФ проводился в посёлке Урдома Архангельской области (без разрешений от Министерства образования, без согласия родителей учеников) и не подтвердил свою эффективность.
Оценивание знаний учащихся начальной и средней школы исходя из процентного отношения в Российской Федерации
В течение учебного года преподаватель начальной и средней школы должен оценивать знания учащихся по таблице, приведенной ниже, и в данном случае оценки с минусом обязательны. Балл «1-» не существует в России. Если учащийся получает балл «1», то это говорит о его полном незнании пройденного материала.
| Оценка | Процент |
| ------ | ------- |
| 5      | 91-100% |
| 5-     | 81-90 % |
| 4      | 71-80 % |
| 4-     | 63-70 % |
| 3      | 56-62 % |
| 3-     | 50-55 % |
| 2      | 25-49 % |
| 2-     | 0-24 %  |

При проверке работ, написанных на государственном экзамене, проверяющий преподаватель не может ставить учащемуся оценку с минусом. В этом случае таблица оценивания знаний меняется, и преподаватель должен оценивать знания учащихся по таблице, приведенной ниже.
| Оценка | Процент        |
| ------ | -------------- |
| 5      | от 82 до 100 % |
| 4      | от 65 до 81 %  |
| 3      | от 45 до 64 %  |
| 2      | меньше 45 %    |

Выставление годовых оценок в средней и начальной школе
Четыре четверти
При выставлении годовых оценок учащемуся преподаватель, исходя из четырёх четвертных, должен поставить балл, равный среднему арифметическому из итоговых оценок. Если среднее арифметическое четырёх чисел не является целым и две категории оценок стоят в равном количестве, то годовая оценка будет являться спорной и выставляется по этим данным:
1) Спорная между 5 и 4
| 1 четверть | 2 четверть | 3 четверть | 4 четверть | Год |
| ---------- | ---------- | ---------- | ---------- | --- |
| 5          | 5          | 4          | 4          | 4   |
| 5          | 4          | 4          | 5          | 4   |
| 4          | 5          | 5          | 4          | 5   |
| 4          | 4          | 5          | 5          | 5   |

2) Спорная между 4 и 3
| 1 четверть | 2 четверть | 3 четверть | 4 четверть | Год |
| ---------- | ---------- | ---------- | ---------- | --- |
| 4          | 4          | 3          | 3          | 3   |
| 4          | 3          | 3          | 4          | 3   |
| 3          | 4          | 4          | 3          | 4   |
| 3          | 3          | 4          | 4          | 4   |

2) Спорная между 3 и 2
| 1 четверть | 2 четверть | 3 четверть | 4 четверть | Год |
| ---------- | ---------- | ---------- | ---------- | --- |
| 3          | 3          | 2          | 2          | 2   |
| 3          | 2          | 2          | 3          | 2   |
| 2          | 3          | 3          | 2          | 3   |
| 2          | 2          | 3          | 3          | 3   |

Два семестра/ полугодия
При выставлении годовых оценок учащемуся преподаватель, исходя из двух семестровых/ полугодичных, должен поставить балл, равный среднему арифметическому из итоговых оценок двух семестров/ полугодий. Если среднее арифметическое двух чисел не является целым, то годовая оценка является спорной и выставляется по этим данным:
1) Спорная между 5 и 4
| 1 семестр/полугодие | 2 семестр/полугодие | Год |
| ------------------- | ------------------- | --- |
| 5                   | 4                   | 4   |
| 4                   | 5                   | 5   |

2) Спорная между 4 и 3
| 1 семестр/полугодие | 2 семестр/полугодие | Год |
| ------------------- | ------------------- | --- |
| 4                   | 3                   | 3   |
| 3                   | 4                   | 4   |

2) Спорная между 3 и 2
| 1 семестр/полугодие | 2 семестр/полугодие | Год |
| ------------------- | ------------------- | --- |
| 3                   | 2                   | 2   |
| 2                   | 3                   | 3   |

Преподаватель может выставлять годовые оценки по выше представленным данным только в том случае, если учебное пособие, по которому учащийся обучался в течение года, соответствует Федеральному Государственному образовательному стандарту (по дате на 2014 год), так как все учебники, соответствующие этому стандарту, были составлены по данному принципу:
4 четверти
| 1 четверть                                                                     | 2 четверть                                                        | 3 четверть                                                        | 4 четверть                                                                                            |
| ------------------------------------------------------------------------------ | ----------------------------------------------------------------- | ----------------------------------------------------------------- | --- |
| Начальные главы, параграфы и темы: повторение материала прошлого года обучения | Основные главы, параграфы и темы: материал текущего года обучения | Основные главы, параграфы и темы: материал текущего года обучения | Конечные главы, параграфы и темы: повторение материала, изученного в текущем и прошлых годах обучения |

2 семестра/полугодия
| 1 семестр/полугодие | 2 семестр/полугодие |
| --- | --- |
| Начальные главы, параграфы и темы: повторение материала прошлого года обучения и начало прохождения основного материала текущего года обучения | Основные главы, параграфы и темы: материал текущего года обучения, повторение материала текущего года обучения и прошлых лет обучения |

Система оценки знаний в средних и высших учебных заведениях
В вузах и ссузах России оценки знаний установлены Приказом Государственного комитета СССР по народному образованию от 22 июня 1990 года № 432 «Об утверждении Положения о формах контроля учебной работы учащихся дневных и вечерних отделений средних специальных учебных заведений». Согласно данному нормативному документу знания, умения и навыки учащихся по всем формам контроля учебной работы, включая учебную и технологическую практики, оцениваются в баллах: 5 (Отлично); 4 (Хорошо); 3 (Удовлетворительно); 2 (Неудовлетворительно). Лабораторные работы, практические занятия и преддипломная практика оцениваются: «Зачтено», «Не зачтено». Учебные заведения культуры и искусства могут использовать другие системы оценок успеваемости учащихся, согласованные с вышестоящим органом.
«За что ставятся оценки: 5 — знает и понимает, 4 — знает, но не понимает, 3 — не знает и не понимает, 2 — не знает, не понимает, да ещё и раздражает.» На 5-ку надо свободно решать задачи курса и обосновывать используемые методы. На 4-ку также нужно свободно решать задачи, но возможны проблемы с обоснованием используемыех методов. На 3-ку нужно обладать способностью разобраться с проблемой с помощью учебника. На 2-ку студент не может найти что списать с учебника.

### Украина
Украина осенью 2000 года представила свою новую шкалу оценивания, которая заменила советскую.
Новая система оценивания базируется на основе существовавшей ранее 5-балльной шкалы оценок, которая соотносится с 12-балльной системой оценивания. Оценка 12 (5+) выставляется только за выдающиеся успехи либо за какую-либо творческую работу.
| Новая шкала | Старая шкала |
| ----------- | ------------ |
| 12          | 5+           |
| 11          | 5            |
| 10          | 5−           |
| 9           | 4+           |
| 8           | 4            |
| 7           | 4−           |
| 6           | 3+           |
| 5           | 3            |
| 4           | 3−           |
| 3           | 2+           |
| 2           | 2            |
| 1           | 2-           |

Четвёртый уровень — высокий (10-12 баллов). Знания ученика глубокие, твёрдые, системные; ученик умеет использовать их для выполнения творческих заданий, его учебная деятельность отличается умением самостоятельно оценивать разнообразные ситуации, явления и факты, проявлять и отстаивать личную позицию.
Третий уровень — достаточный (7-9 баллов). Ученик знает существенные признаки понятий, явлений, связи между ними, умеет объяснить основные закономерности, а также самостоятельно использует знания в стандартных ситуациях, владеет умственными операциями (анализом, абстрагированием, обобщением). Ответ правильный, логически обоснованный, но ученику недостает собственных суждений.
Второй уровень – средний (4-6 баллов). Ученик воспроизводит основной учебный материал, способен выполнять задания по образцу, владеет элементарными умениями учебной деятельности
Первый уровень — начальный (1-3 балла). Ответ ученика фрагментарный, характеризуется начальными представлениями о предмете изучения.
С 2022 года, в рамках реформы НУШ, оценивание учеников 1-4 классов будет происходить буквами.
| Буквенная шкала | Стандартная шкала |
| --------------- | ----------------- |
| В — высокий     | 12                |
| В — высокий     | 11                |
| В — высокий     | 10                |
| Д — достаточный | 9                 |
| Д — достаточный | 8                 |
| Д — достаточный | 7                 |
| С — средний     | 6                 |
| С — средний     | 5                 |
| С — средний     | 4                 |
| П — начальный   | 3                 |
| П — начальный   | 2                 |
| П — начальный   | 1                 |

### Беларусь
В Беларуси используются оценки от 1 до 10.
- 10 (Превосходно)
- 9 (Отлично)
- 8 (Почти отлично)
- 7 (Очень хорошо)
- 6 (Весьма хорошо)
- 5 (Хорошо)
- 4 (Весьма удовлетворительно)
- 3 (Удовлетворительно)
- 2 (Почти удовлетворительно)
- 1 (Неудовлетворительно)

## Европа
Система оценки знаний баллами зародилась в иезуитских школах в XVI—XVII веках и имела гуманную цель заменить принятые в те времена телесные наказания на поощрения. Первая трёхбалльная шкала оценок возникла в Германии, она получилась в результате разделения всех учеников на три нумерованных разряда: лучших, средних и худших, причём переход из одного разряда в другой, более высокий, знаменовал собой приобретение целого ряда преимуществ и привилегий. Первоначально единица имела значение высшей оценки. Со временем средний разряд, к которому принадлежало наибольшее число учеников, дополнительно разделили на подразряды — так сформировалась многоуровневая ранговая шкала, с помощью которой стали оценивать познания учащихся.

### Австрия
В Австрии используются оценки от 1 до 5.
| Оценка             | Процент | Перевод             |
| ------------------ | ------- | ------------------- |
| 1 (Sehr gut)       | 100-90  | Превосходно         |
| 2 (Gut)            | 89-80   | Хорошо              |
| 3 (Befriedigend)   | 79-64   | Нормально           |
| 4 (Genügend)       | 63-51   | Удовлетворительно   |
| 5 (Nicht genügend) | 50-0    | Неудовлетворительно |

### Албания
В Албании используются оценки от 2 до 5. Некоторые школы разрешают использовать более высокие оценки, а также другую систему оценивания знаний.
| Оценка | Словесное обозначение |
| ------ | --------------------- |
| 5      | Превосходно           |
| 5-     | Очень хорошо          |
| 4      | Хорошо                |
| 3      | Удовлетворительно     |
| 2      | Неудовлетворительно   |

### Болгария
В Болгарии в школах используется следующая шкала оценок:
| 6 | Отличен (Превосходно)      | Максимальная оценка 92-100 %         |
| 5 | Много добър (Очень хорошо) | Менее высокая оценка 75-91 %         |
| 4 | Добър (Хорошо)             | Средний уровень знаний 59-74 %       |
| 3 | Среден (Нормально)         | Минимально допустимая оценка 50-58 % |
| 2 | Слаб (Слабо)               | Неудовлетворительная оценка 0-49 %   |

Для экзаменов и тестов для более точного результата выставляется оценка с учётом двух десятичных знаков после запятой:
| 5,50-6,00  | Отличен (Превосходно)      | Самая лучшая оценка 92-100 %         |
| 4,50-5,49  | Много добър (Очень хорошо) | Менее высокая оценка 75-91 %         |
| 3,50-4,49  | Добър (Хорошо)             | Средний уровень знаний 59-74 %       |
| 3,00- 3,49 | Среден (Средне)            | Минимально допустимая оценка 50-58 % |
| 2,00-2,99  | Слаб (Слабо)               | Неудовлетворительная оценка 0-49 %   |

Такие оценки, как, например, Хорошо (3,50) или Превосходно (5,75) являются общими. Любая оценка, равная либо большая 50, считается удовлетворительной. Минимальной является оценка 2,00; оценки ниже 3,00 являются неудовлетворительными, и максимальной является оценка 6,00. Оценки наподобие Очень хорошо (5-) и Средне (3+) также возможны, но они не учитываются в подсчётах.
Грубо говоря, болгарская шкала может приравниваться к американской следующим образом: 6=A, 5=B, 4=C, 3=D и 2=F. Также её можно сравнить с австралийской шкалой оценивания: 6=HD, 5=D, 4=Cr, 3=P и 2=F.
Наиболее распространённая формула подсчёта оценок в болгарских школах в настоящее время следующая: итоговая оценка = (6 * число правильных ответов) / общее число вопросов. Таким образом, если учащийся ответил правильно на 7 вопросов из 10, его оценка будет следующей: (6*7)/10 = 4,20, которая оценивается как Хорошо (4), что соответствует среднему уровню знаний.

### Босния и Герцеговина
В Боснии и Герцеговине в начальных и средних школах используются оценки от 5 до 1, в университетах используется шкала оценивания от 10 до 5.
В начальных и средних школах используется следующая шкала:
| Оценка | Оригинальное название | Перевод                                                      |
| ------ | --------------------- | ------------------------------------------------------------ |
| 5      | Odličan               | Превосходно — Наилучшая оценка (A)                           |
| 4      | Vrlo dobar            | Очень хорошо — Чуть менее высокая оценка — Выше среднего (B) |
| 3      | Dobar                 | Хорошо — Средняя оценка (C)                                  |
| 2      | Dovoljan              | Удовлетворительно — Ниже среднего (D)                        |
| 1      | Nedovoljan            | Неудовлетворительно — Самая низкая оценка (F)                |

Шкала оценивания в университетах:
| Оценка | Процент  | Перевод                                   |
| ------ | -------- | ----------------------------------------- |
| 10     | 91 — 100 | Превосходно — высший результат            |
| 9      | 81 — 90  | Превосходно                               |
| 8      | 71 — 80  | Очень хорошо                              |
| 7      | 61 — 70  | Хорошо                                    |
| 6      | 51 — 60  | Удовлетворительно — Оценка ниже среднего  |
| 5      | 1 — 50   | Неудовлетворительно — Самая худшая оценка |

### Венгрия
С 1950 года в Венгрии используется 5-балльная шкала оценивания. В ней присутствует всего одна неудовлетворительная оценка: 1 — elégtelen (Неудовлетворительно). В целом, нижний предел шкалы варьируется от 50 % до 60 % или на один балл выше. Также в этой шкале присутствуют следующие оценки: 2 — elégséges (Удовлетворительно или Достаточно), 3 — közepes (Средне), 4 — jó (Хорошо) и 5 — jeles (Превосходно).
Пятибалльная система оценивания в большинстве случаев используется в конце семестра, а также на других образовательных уровнях (например, в начальной школе, старшей школе, университете). Во время учебного года учитель имеет право использовать шкалу оценок, применяемую в начальной школе. Также после оценки может использоваться знак (,) («alá»), а также апостроф (’) («fölé»). Существуют и промежуточные оценки (например, 3/4) («háromnegyed»), что является эквивалентом оценки 3,5; 4/5 — оценка между 4 и 5 и т. д. Иногда, для того чтобы показать, что за семестр у обучающегося произошёл большой прогресс, может использоваться и оценка «5*» («csillagos ötös»).
| Оценка | Словесное обозначение (Венгерское) | Перевод                               | Процент (по шкале 50 %+1) | Процент (по шкале 60 %) |
| ------ | ---------------------------------- | ------------------------------------- | ------------------------- | ----------------------- |
| 5      | Jeles / Ötös                       | Превосходно                           | 87-100                    | 90-100                  |
| 4      | Jó / Négyes                        | Хорошо                                | 75-86                     | 80-89                   |
| 3      | Közepes / Hármas                   | Удовлетворительно, средний результат  | 63-74                     | 70-79                   |
| 2      | Elégséges / Kettes                 | Ниже среднего                         | 51-62                     | 60-69                   |
| 1      | Elégtelen / Egyes                  | Неудовлетворительно или посредственно | 0-50                      | 0-59                    |

### Германия
В Германии в среднем образовании используется 6-балльная система оценок с обратной зависимостью, которая имеет следующие количественные и качественные обозначения:
- 1 — ausgezeichnet / sehr gut (Отлично)
- 2 — gut (Хорошо)
- 3 — befriedigend (Удовлетворительно)
- 4 — ausreichend (Достаточно)
- 5 — mangelhaft (Неудовлетворительно)
- 6 — ungenügend (Недостаточно).

В некоторых учебных заведениях для выведения средней оценки используется пересчёт приведённых выше оценок в баллы по следующему соотношению: оценка 1 = 15 баллов, 2 = 12 баллов, 3 = 9 баллов, 4 = 6 баллов, 5 = 3 балла и оценка 6 = 0 баллов.
В высшем образовании используется 5-балльная система оценок, пять количественных и качественных параметров которой полностью идентичны приведённым выше пяти первым параметрам 6-балльной системы оценок среднего образования.

### Дания
В Дании в 2007 году была принята 7-балльная система оценивания (syv-trins-skalaen), которая стала заменой старой 13-балльной системы оценивания (13-skala). Новая шкала была создана и совмещена в соответствии со стандартами ECTS-шкалы. Syv-trins-skalaen состоит из семи различных оценок в диапазоне от 12 до −3, с максимальной оценкой в 12 баллов. Эта новая шкала является остатком «чистой» шкалы, а это означает, что оценка не всегда соответствует заслугам.
| 12 | A  | Fremragende    | Отлично             | 5+/5  |  |  |
| 10 | B  | Fortrinlig     | Очень хорошо        | 5-/4+ |  |  |
| 7  | C  | God            | Хорошо              | 4     |  |  |
| 4  | D  | Jævn           | Средний результат   | 4-/3+ |  |  |
| 2  | E  | Tilstrækkelig  | Удовлетворительно   | 3/3-  |  |  |
|    |    |                |                     |       |  |  |
| 0  | Fx | Utilstrækkelig | Неудовлетворительно | 2+/2  |  |  |
| −3 | F  | Ringe          | Плохо               | 2-    |  |  |

### Исландия
В Исландии используются оценки от 0 до 10, где 5 является наименьшей удовлетворительной оценкой, однако в некоторых случаях наименьшей удовлетворительной оценкой является 3,5.

### Латвия
В Латвии используются баллы от 1 до 10. Наименьшей удовлетворительной оценкой является 4. С 2024/2025 учебного года ученик не имеет право переписывать контрольные работы, однако в конце учебного года может написать комбинированный тест, включающий в себя все темы текущего учебного года. Ученик не может перейти в следующий класс, если имеет в табеле оценки ниже 4 баллов. Также, если знаний и/или умений у ученика практически или вообще нет, и/или если проверочная работа не сдана без уважительной причины, то выставляется оценка nv.
| Оценка (латышская) | Описание (на латышском языке) | Перевод                 | Российская система |
| ------------------ | ----------------------------- | ----------------------- | ------------------ |
| 10                 | Izcili                        | Великолепно             | 5+                 |
| 9                  | Teicami                       | Отлично                 | 5                  |
| 8                  | Ļoti labi                     | Очень хорошо            | 5-/4+              |
| 7                  | Labi                          | Хорошо                  | 4                  |
| 6                  | Gandrīz labi                  | Почти хорошо            | 4-/3+              |
| 5                  | Viduvēji                      | Удовлетворительно       | 3                  |
| 4                  | Gandrīz viduvēji              | Почти удовлетворительно | 3-                 |
| 3                  | Vāji                          | Слабо                   | 2+                 |
| 2                  | Ļoti vāji                     | Очень слабо             | 2                  |
| 1                  | Ļoti, ļoti vāji               | Очень, очень слабо      | 2-                 |
| nv                 | Nav vērtējuma                 | Нет оценки              | 2--                |

### Северная Македония
Шкала для начальных и средних школ:
| Оценка | Описание                  | Перевод             |
| ------ | ------------------------- | ------------------- |
| 5      | одличен (odličen)         | Превосходно         |
| 4      | многу добар (mnogu dobar) | Очень хорошо        |
| 3      | добар (dobar)             | Хорошо              |
| 2      | доволен (dovolen)         | Удовлетворительно   |
| 1      | недоволен (nedovolen)     | Неудовлетворительно |

Университетская шкала:
| Оценка | Процент  | Описание                                             |
| ------ | -------- | ---------------------------------------------------- |
| 10     | 91 — 100 | Исключительно хорошо                                 |
| 9      | 81 — 90  | Превосходно                                          |
| 8      | 71 — 80  | Очень хорошо                                         |
| 7      | 61 — 70  | Хорошо                                               |
| 6      | 51 — 60  | Удовлетворительно — минимальная положительная оценка |
| 5      | 1 — 50   | Неудовлетворительно — неудовлетворительная оценка    |

### Норвегия
В начальной школе (Barneskole, в возрасте от 6 до 13 лет) официально оценки не ставятся. Конечно, преподаватели пишут собственные комментарии или анализы тестов в конце каждой четверти. В младших и старших классах средней школы используется шкала от 1 до 6, где 6 — высшая оценка, а 2 — самая низкая удовлетворительная оценка. Для обычных тестов и четвертных результатов оценки часто употребляются со знаками «+» и «−» (кроме 6+ и 1−). Также в общей практике используются такие оценки, как 5/6 или 4/3, что указывает на результат между этими двумя оценками. Конечно, те оценки, которые учащиеся получают в свой диплом (Vitnemål), содержат целое число: 1, 2, 3, 4, 5 или 6. Нецелочисленный средний балл учащегося также указывается в дипломе Vitnemål.
В высшем образовании в соответствии с системой ECTS оценки за университетские и аспирантские экзамены выставляются по шкале от A (высший балл) до F (низший балл), где E является минимальным проходным баллом. Система ECTS была введена в университетах и колледжах Норвегии в начале 2000-х годов, в школах оценки переводятся в систему ECTS с 2003 года. До 2003 года наиболее распространённой шкалой оценок, используемой на университетском уровне, была шкала 1,0 (высший балл) до 6,0 (низший балл) с минимальным удовлетворительным результатом в 4,0.

### Румыния
В начальных школах Румынии используется следующая шкала:
- Foarte Bine (FB) — Очень хорошо
- Bine (B) — Хорошо
- Satisfăcător (S) — Удовлетворительно
- Nesatisfăcător (I) — Неудовлетворительно

В средних и старших школах и академических институтах используется 10-балльная шкала, где 5 — наименьшая удовлетворительная оценка:
- 10 (Превосходно)
- 9 (Очень хорошо)
- 8 (Хорошо)
- 6-7 (Нормально)
- 5 (Удовлетворительно)
- 1-4 (Неудовлетворительно)

В этой системе нет оценки 0, а 1 ставится только за списывание. Если учащийся выполнил 86 % заданий, то он будет иметь результат в 8,60 балла, который будет округлён до 9.

### Сербия
В Сербии имеется такая же шкала оценивания, что и в бывшей Югославии. В начальных и средних школах используется 5-балльная шкала:
- 5 (одлично, odlično) — Превосходно
- 4 (врло добро, vrlo dobro) — Очень хорошо
- 3 (добро, dobro) — Хорошо
- 2 (довољно, dovoljno) — Удовлетворительно, минимальная удовлетворительная оценка.
- 1 (недовољно, nedovoljno) — Неудовлетворительно, минимально возможная оценка.

### Чехия
В Чехии 5-балльная шкала используется в начальных и средних школах:
| Оценка | Описание                                                          |
| ------ | ----------------------------------------------------------------- |
| 1      | Výborný (Превосходно) — наивысшая оценка.                         |
| 2      | Chvalitebný (Похвально)                                           |
| 3      | Dobrý (Хорошо)                                                    |
| 4      | Dostatečný (Удовлетворительно)                                    |
| 5      | Nedostatečný (Неудовлетворительно) — неудовлетворительная оценка. |

### Турция
В Турции применяется шкала оценивания от 1 до 5.
| Оценка | Выражение в процентах | Описание                  |
| ------ | --------------------- | ------------------------- |
| 5      | 85-100 %              | Pekiyi (Отлично)          |
| 4      | 70-84 %               | İyi (Хорошо)              |
| 3      | 55-69 %               | Orta (Приемлемо)          |
| 2      | 45-54 %               | Geçer (Удовлетворительно) |
| 1      | <45 %                 | Zayıf (Посредственно)     |

### Финляндия
Школьная шкала оценок в Финляндии формально имеет диапазон от 0 до 10, но оценки ниже 4 не ставятся. Оценки с 1-го по 6-й класс не ставятся (вместо этого используются баллы за выполненные тесты и контрольные работы). Таким образом, в настоящее время шкала оценок делится на неудовлетворительные (4) и оценки от 5 до 10, являющиеся удовлетворительными. Данная шкала оценивания похожа на румынскую шкалу:
- 10 (Превосходно) — данную оценку получают 5 % лучших учащихся
- 9 (Очень хорошо)
- 8 (Хорошо)
- 7 (Удовлетворительно)
- 6 (Малоудовлетворительно)
- 5 (Посредственно (проходной минимум))
- 4 (Неудовлетворительно)

На отдельных экзаменах, но не в качестве итоговой оценки, шкала оценок может делиться с точностью до ½ балла, что представляет собой промежуточные оценки, которые обозначаются знаками + и -, которые означают, что учащийся получит на 1/4 более высокую либо более низкую оценку. Например: 9 < 9+ < 9½ < 10- < 10. Оценка 10+ может быть поставлена при условии, что учащийся приложит дополнительные усилия.
Гимназии используют такую же шкалу оценок, что и обычные школы, но выпускные экзамены оцениваются по шкале с традиционными латинскими наименованиями, опирающейся на нормальное распределение результатов выпускников.
| Оценка                      | Сокращение | Баллы | Перевод                              | Буквальный перевод                | Эквивалент в стандартной школьно-гимназической числовой шкале | Процент учащихся |
| --------------------------- | ---------- | ----- | ------------------------------------ | --------------------------------- | ------------------------------------------------------------- | ---------------- |
| laudatur                    | L          | 7     | Блестяще                             | Похвально                         | 10                                                            | высшие 5 %       |
| eximia cum laude approbatur | E          | 6     | Превосходно                          | Принято с исключительной похвалой | 9                                                             | 15 %             |
| magna cum laude approbatur  | M          | 5     | Очень хорошо                         | Принято с большой похвалой        | 8                                                             | 20 %             |
| cum laude approbatur        | C          | 4     | Хорошо                               | Принято с похвалой                | 7                                                             | 24 %             |
| lubenter approbatur         | B          | 3     | Удовлетворительно                    | Принято благожелательно           | 6                                                             | 20 %             |
| approbatur                  | A          | 2     | Малоудовлетворительно, посредственно | Принято                           | 5                                                             | 11 %             |
| improbatur                  | I          | 0     | Неудовлетворительно                  | Не принято                        | 4                                                             | нижние 5 %       |

Оценка magna cum laude approbatur была введена в 1970 году, а eximia cum laude approbatur в 1996 году. Оценки laudatur, полученные до 1996 года, сегодня считаются эквивалентными eximia cum laude approbatur.
Университеты и институты используют шкалу оценок от 0 (Неудовлетворительно) до 5 (Блестяще) или Неудовлетворительно/ Удовлетворительно (фин. hylätty/ hyväksytty). Короткие практические курсы оцениваются, как правило, по второй шкале.
| Оценка      | Баллы | Перевод               | Российский эквивалент |
| ----------- | ----- | --------------------- | --------------------- |
| erinomainen | 5     | Блестяще              | 5 или 5+              |
| kiitettävä  | 4     | Очень хорошо          | 4+ или 5-             |
| hyvä        | 3     | Хорошо                | 4                     |
| tyydyttävä  | 2     | Удовлетворительно     | 3                     |
| välttävä    | 1     | Малоудовлетворительно | 3-                    |
| hylätty     | 0     | Неудовлетворительно   | 2                     |

### Франция
Во Франции 20-балльная система, причём оценки в 20 и 19 баллов используются крайне редко. Так, от 0 до 5 баллов работа считается для ученика неприемлимой. 6 и 7 баллов также означают очень плохое знание материала у ученика. На все эти баллы (от 0 до 7) необходимо заново изучать материал перед написанием новой работы. На 8 и 9 баллов работу можно будет пересдать, причём эти баллы являются последними неудовлетворительными (то есть непроходимыми). На правильные 10–11 баллов работа считается удовлетворительной. Если же ученик выполнил правильно задания на 12 и/или 13 баллов, то это уже означает довольно неплохую, то есть хорошую работу. При набирании 14–15 баллов работа учащегося уже считается как хорошо выполненная. На 16, 17 и 18 баллов в основном учатся гении в школе, а работа считается отличной. 19 баллов во французских школах ставятся довольно редко, в основном это уже считается как превосходно. Самая наивысшая оценка, 20 баллов, ставится в исключительных редких случаях (то есть, не только за превосходную работу и наилучшие знания материала, а также за решение задания несколькими и даже нестандартными способами, и если у ученика знания материала превышают все необходимые рамки школьной программы).
| Франция | Россия |
| ------- | ------ |
| 20–16   | 5      |
| 15–13   | 4      |
| 12–10   | 3      |
| 9–0     | 2      |

### Хорватия
В школах Хорватии оценки выставляются по следующей шкале:
| 5 | Odličan или Izvrstan | Превосходно         |
| 4 | Vrlo dobar           | Очень хорошо        |
| 3 | Dobar                | Хорошо              |
| 2 | Dovoljan             | Удовлетворительно   |
| 1 | Nedovoljan           | Неудовлетворительно |

В конце каждой четверти высчитывается средний балл всех оценок (prosječna ocjena), где результат определяется согласно следующей шкале:
| 5,00-4,50 | Odličan или Izvrstan | Превосходно         |
| 4,49-3,50 | Vrlo dobar           | Очень хорошо        |
| 3,49-2,50 | Dobar                | Хорошо              |
| 2,49-2,0  | Dovoljan             | Удовлетворительно   |
| 1,49-1,0  | Nedovoljan           | Неудовлетворительно |

В разговорном хорватском языке оценки могут соотноситься с их числовыми значениями: jedinica, dvojka, trojka, četvorka и petica. В хорватской области Кварнер jedinica также известна как komad либо kolac, а dvojka также известна как duja.

### Швейцария
Швейцария использует шкалу оценок от 1 до 6. 6 является наивысшей оценкой, а 4 — минимальной удовлетворительной оценкой.
| Оценка | Словесная оценка                                                                                 |
| ------ | ------------------------------------------------------------------------------------------------ |
| 6      | Превосходно                                                                                      |
| 5,5    | Очень хорошо                                                                                     |
| 5      | Хорошо                                                                                           |
| 4,5    | Сравнительно неплохо                                                                             |
| 4      | Удовлетворительно                                                                                |
| 3,5    | Почти удовлетворительно                                                                          |
| 3      | Слабо                                                                                            |
| 2,5    | Очень слабо                                                                                      |
| 2      | Отвратительно                                                                                    |
| 1,5    | Практически никаких успехов                                                                      |
| 1      | Никаких успехов, отсутствие на занятиях без уважительной причины, списывание или попытка списать |

### Европейская система оценивания
В Лихтенштейне используется такая же шкала оценок, что и в Швейцарии и Молдове. Там используют румынскую шкалу оценивания вследствие того, что в Европе существуют некоторые стандарты систем оценивания. Большинство из них включает в себя комбинации разных шкал оценивания.

## Азия

### Вьетнам
Школы и университеты во Вьетнаме используют 10-балльную шкалу оценивания, где 10 — высшая оценка, а 0 — низшая. Как правило, минимальной удовлетворительной оценкой является 4.
В разных школах шкалы оценивания могут различаться между собой. Это зависит от сложности каждой шкалы.
Обычно данная шкала подразделяется на 7 уровней успеваемости.
| Оценка   | Словесное описание  | Буквенная оценка |
| -------- | ------------------- | ---------------- |
| 9,0-10,0 | Превосходно         | A+               |
| 8,0-8,9  | Очень хорошо        | A                |
| 7,0-7,9  | Хорошо              | A-               |
| 6,0-6,9  | Выше среднего       | B                |
| 5,0-5,9  | Средне              | C                |
| 4,0-4,9  | Ниже среднего       | D                |
| 0-3,9    | Неудовлетворительно | F                |

Распределение уровней отличается в соответствии со стандартами в западных странах, и сильно зависит от университета. Во вьетнамских университетах получить оценки 9 или 10 практически невозможно. Студенты с трудом получают итоговые оценки выше, чем 8,0. В целом, все государственные университеты дают уровень Cs большинству студентов, которые в состоянии сдать экзамены на удовлетворительный результат.

### Израиль
В Израиле используется 7-балльная шкала оценивания, где применяются следующие оценки:
| Оценка | Словесное обозначение                         |
| ------ | --------------------------------------------- |
| 7      | מצוין (Превосходно)                           |
| 6      | טוב מאוד (Очень хорошо)                       |
| 5      | טוב (Хорошо)                                  |
| 4      | כמעט טוב (Почти хорошо)                       |
| 3      | מספיק (Удовлетворительно)                     |
| 2      | מספיק בקושי (Почти удовлетворительно)         |
| 1      | בלתי מספיק/נכשל (Неудовлетворительно/ Провал) |

### Индия

#### Оценивание в университетах
Индийские университеты следуют процентной шкале, а Индийский институт технологий следует 10-балльной шкале со средним баллом. Данная процентная система работает следующим образом:
- Максимальная оценка: 100
- Минимальная оценка: 0
- Минимальный проходной балл: 40 или 30 (в зависимости от университета)

| Процент                 | Описание/ Уровень          |
| ----------------------- | -------------------------- |
| 70 % и выше             | Отлично / Блестяще         |
| 60 % — 70 %             | Первый уровень             |
| 50 % — 60 %             | Второй уровень             |
| 40 % (или 35 %)* — 50 % | Удовлетворительный уровень |
| Ниже 40 % (или 30 %)*   | Неудовлетворительно        |

* В некоторых институтах Индии более низкий процент может считаться удовлетворительным.
Новая 8-балльная шкала с учётом среднего балла была представлена в Мумбайском университете в 2012—2013 учебном году:
| Буквенная оценка                | Баллы        | Числовая оценка |
| ------------------------------- | ------------ | --------------- |
| O                               | 90 — 100     | 8               |
| A+                              | 80 — 89,99   | 7               |
| A                               | 60 — 79,99   | 6               |
| B                               | 55 — 59,99   | 5               |
| C                               | 50 — 54,99   | 4               |
| D                               | 45 — 49,99   | 3               |
| E                               | 40 — 44,99   | 2               |
| F (неудовлетворительная оценка) | 39,99 и ниже | 1               |

10-балльная шкала оценивания, представленная Индийским технологическим институтом, выглядит следующим образом:
| Буквенная оценка | Числовая оценка | Описание                         |
| ---------------- | --------------- | -------------------------------- |
| S                | 9-10            | Превосходно                      |
| A                | 8-9             | Очень хорошо                     |
| B                | 7-8             | Хорошо                           |
| C                | 6-7             | Удовлетворительно                |
| D                | 4-6             | Достаточно (проходной балл)      |
| E                | 3-4             | Недостаточно (не допускается)    |
| U                | 0               | Нечестное поведение (списывание) |

#### Оценивание в старшей школе
Для выставления оценок в старшей школе используется усреднённый процент. Показатель выше 90 процентов считается превосходным; между 70-89 процентами — первый уровень; между 50-69 % — второй уровень, 40-49 % являются минимальным проходным баллом; однако данная терминология и классификация зависит от Совета образования.

### Индонезия
| Баллы      | Буквенная оценка | Числовая оценка |
| ---------- | ---------------- | --------------- |
| 90 — 100   | O                | 5               |
| 80 — 89    | A                | 4,0             |
| 68 — 79,99 | B                | 3,0             |
| 56 — 67,99 | C                | 2,0             |
| 45 — 55,99 | D                | 1,0             |
| 0 — 44,99  | E                | 0               |

## Америка

### США
| Высшая оценка | Процент | Средняя оценка |
| ------------- | ------- | -------------- |
| A+            | 80-100  | 5,0            |
| A             | 70-79   | 4,0 — 4,9      |
| A-            | 60-69   | 3,5 — 3,9      |
| B             | 50-59   | 3,0 — 3,4      |
| C             | 40-49   | 2,0 — 2,9      |
| D             | 33-39   | 1,0 — 1,9      |
| F             | 0-32    | 0 — 0,9        |

- Оценка A+ по всем предметам приравнивается к «Золотому A+»

## Критика
Система оценивания знаний часто критикуется за то, что она может не учитывать индивидуальные особенности развития ученика. Таким образом, получение плохой оценки может отрицательно повлиять на учебную мотивацию. Кроме того, многие люди учатся не из интереса к материалу, а для получения хорошей оценки. Используются шпаргалки, практикуется списывание.
Немецкий новатор в области образования Маргрет Расфельд критикует систему оценок как бесполезную и создающую соревновательное мышление в школах: «Школа существует для того, чтобы организовывать успехи, а не для того, чтобы документировать неудачи».